# Giovan Battista Nani

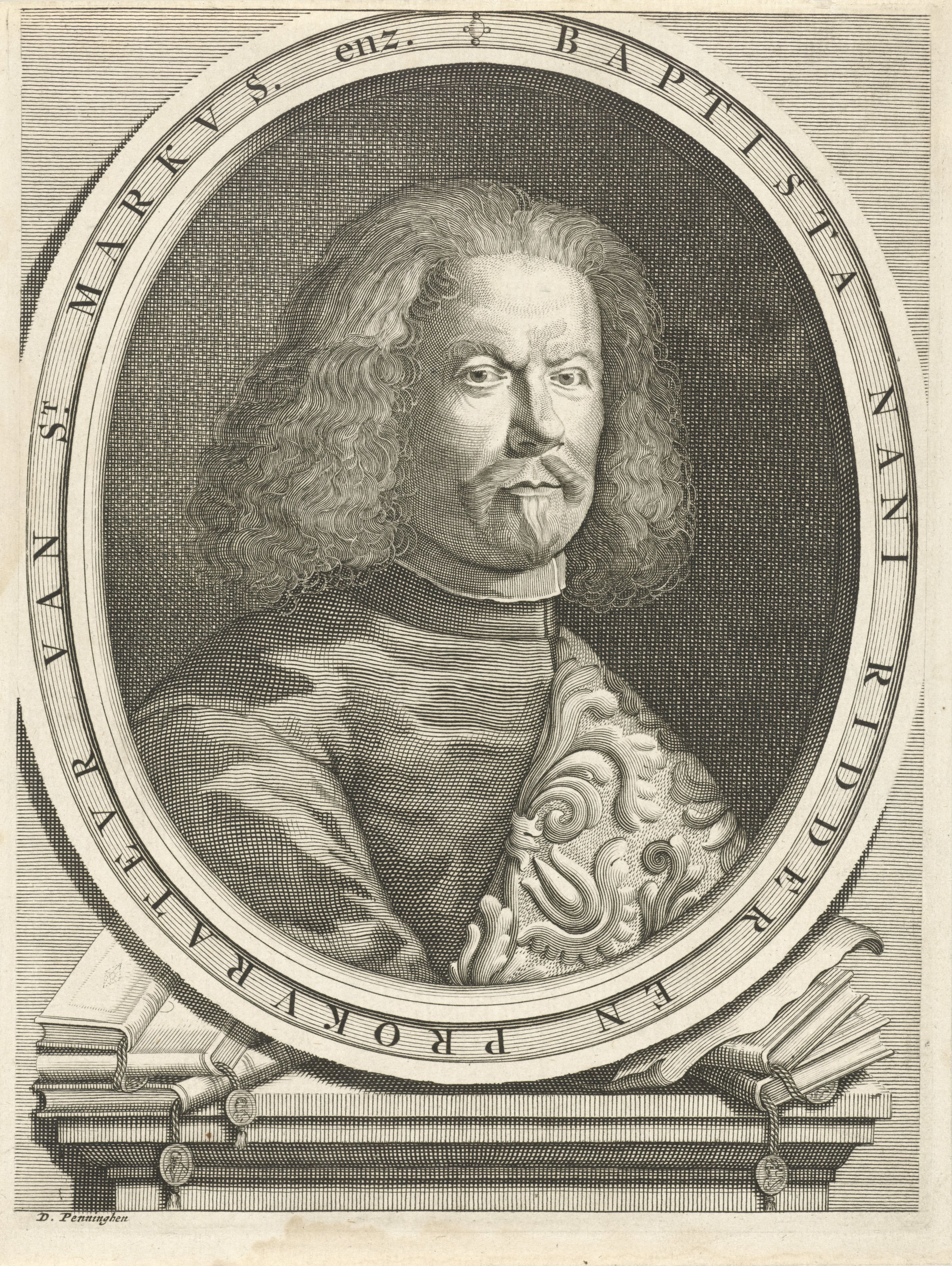
Giovan Battista Nani

Giovan Battista Nani (* 30. August 1616 in Venedig; † 6. November 1678 ebenda) war ein venezianischer Diplomat, Senator und Prokurator, Archivar und Geschichtsschreiber.

## Leben

### Familie
Nani wurde in eine venezianische Patrizierfamilie geboren. Sein Vater war Giovanni dei Nani (1578–1648). Seine Mutter Marina Lando war eine Tochter von Antonio Lando (1557–1618). Antonio Lando, Giovan Battistas Vater und sein Onkel Battista Nani (1566–1647) bekleideten hohe Ämter in der Republik oder in der venezianischen Diplomatie und waren mehrmals, allerdings ohne Erfolg, Kandidaten für das Dogenamt.

### Kindheit, Jugend, Studium
Nani erhielt seinen ersten Unterricht im väterlichen Haushalt durch qualifizierte Lehrer wie Giuseppe Renzoli da Arezzo, Jurist, Absolvent der Universität Pisa und Mitglied in der Verwaltung der Stadt.
Sein erstes Amt erhielt er 1636 als Bibliothekar der Libreria di San Marco, das er bis 1648 innehatte.
1637 erhielt er die Zulassung zum Großen Rat, d. h. bereits sieben Jahre vor dem üblichen Zulassungsalter von 25 Jahren. In der Folge begleitete er seinen Vater bei verschiedenen diplomatischen Missionen, zum ersten Mal 1639 nach Rom zu Sondierungsgesprächen mit Urban VIII. über eine mögliche Allianz zwischen Venedig und der Kurie im Kampf gegen die Osmanen.
Seine eigentliche Karriere im Dienst der Republik konnte er erst starten, als er das Alter von 25 Jahren erreicht hatte.

### Politische Karriere
Am 28. April 1643 wurde er als Botschafter der Republik in Frankreich gewählt und trat seinen Posten im Mai des folgenden Jahres in Paris an. Nani traf in Paris ein, als nach dem Tod Richelieus 1642 und Ludwig XIII. 1643 die Regentschaft für den noch unmündigen Ludwig XIV. in den Händen seiner Mutter  Anna von Österreich und des Kardinals Mazarin lag. Am 17. Juni 1644 machte er seinen Antrittsbesuch bei Hof, und am 21. Juni hatte er seine erste Audienz bei Mazarin.
Im Herbst 1648 kehrte er nach Venedig zurück, nachdem er noch die Anfänge des französischen Bürgerkriegs miterlebt hatte. Er trug dem Senat seine Erfahrungen und Beobachtungen vor, in denen er die politische Situation in Frankreich und in Europa analysierte. Die als Manuskripte erhaltenen Berichte wurden erst Mitte des 19. Jahrhunderts veröffentlicht.
1648, 1649 und 1652 wurde er zum Savio di Terraferma und am 12. September 1649 in den Senat gewählt. Er durchlief von 1650 bis 1651 weitere Ämter. Am 17. März 1652 wurde er zum amtlichen Geschichtsschreiber (storico ufficiale) und zum Leiter der Archive bestimmt, zu denen auch die Geheimarchive gehörten, zu denen nur ausgewählte Personen, wie die Senatoren oder der Rat der Zehn, Zugang hatten.
1653 wurde er zum Botschafter bei Kaiser Ferdinand III. ernannt.
Nani sollte in Wien die Möglichkeiten eines Bündnisses zwischen Habsburg und Venedig gegen das Osmanische Reich sondieren, ein Versuch, der scheiterte. Im Oktober 1659 war er wieder in Paris, um mit Ludwig XIV. und Mazarin Kontakte wegen Frankreichs Haltung im Candia-Konflikt aufzunehmen. Nach einem längeren Aufenthalt im Languedoc, wo er als Gast und Beobachter an einem Treffen von Ludwig XVI. und Philipp von Spanien teilnahm, kehrte er im September 1660 nach Venedig zurück.
1661 wurde er Prokurator von San Marco.
Zwischen 1661 und 1667 war er 17 Mal Savio im Kollegium, 1662 wurde er Procuratore di citra.
In der letzten Phase des Candia-Krieges wurde er zweimal als Admiral (Capitano generale da mar) vorgeschlagen, lehnte das prestigereiche Amt sowohl 1665 als auch 1669 ab, in dem schon viele Venezianer vor ihm gescheitert waren. Bis auf einige wenige diplomatische Auslandsmissionen, z. B. zur Kurie, hielt er sich ab jetzt in Venedig auf, wo er weiterhin unterschiedliche Ämter bekleidete.
Nani starb am 6. November 1678 in Venedig und wurde in einer Seitenkapelle der Kirche San Giovanni Nuovo im Sestiere Castello bestattet.

## Nachlass
In seinem Testament vermachte er den Großteil seines Erbes an seinen Neffen Antonio mit der Auflage, die Veröffentlichung des zweiten Bandes seiner Historia durchzuführen und sich um seine Bücher und Manuskripte zu kümmern. Das Inventar seines politischen Archivs mit Dokumenten, Briefwechseln etc. zählt insgesamt 458 Nummern. Archiv und Bibliothek gingen nach Antonios Tod an die folgenden Erben. Erst 1720 wurde der Bestand unter die Familien Ruzzini und Foscarini aufgeteilt. Heute befinden sich Teile seines Nachlasses in der British Library und in der Österreichischen Nationalbibliothek.

## Werke
- Giovan Battista Nani: Istoria della repubblica veneta,. Band 1. Domenico Lovisa, Venedig, 1720 (beic.it). Volltext

- Giovan Battista Nani: Istoria della repubblica veneta,. Band 2. Domenico Lovisa, Venedig, 1720 (beic.it). Volltext